# Jesús Nanclares
Nanclares  Herráez est un nom espagnol. Le premier nom de famille, en général paternel, est Nanclares ; le second, en général maternel, souvent omis, est Herráez.
Jesús Ángel Nanclares Herráez, né le 7 janvier 1994 à Bembibre en Castille-et-León, est un coureur cycliste espagnol.

## Biographie
Jesús Nanclares intègre le club galicien Super Froiz en 2013 pour ses débuts espoirs (moins de 23 ans). 
En 2016, il est recruté par le CC Rías Baixas, une autre équipe basée en Galice. Bon grimpeur, il se distingue notamment dans les courses par étapes en remportant une étape du Tour de Tenerife en 2017. La même année, il remporte le titre de champion régional de Castille-et-León. 
Lors de la saison 2018, il remporte le classement général du Tour de Guadalentín ainsi qu'une étape du Tour de Zamora. Il passe finalement professionnel en 2019 au sein de l'équipe continentale Miranda-Mortágua, au Portugal.

## Palmarès
- 2017
  - Champion de Castille-et-León sur route
  - 1re étape du Tour de Tenerife
  - 3e du Trofeo San Juan y San Pedro
- 2018
  - Classement général du Tour de Guadalentín
  - 2e étape du Tour de Zamora
  - 3e de la Volta ao Ribeiro
  - 3e du Grand Prix de la ville de Vigo II